# Лабуд Кусовац
Лабуд Кусовац (1898 — 1967) био је црногорски новинар, комуниста и револуционар.

## Биографија
Рођен је 1898. године у Црној Гори.
Придружио се комунистичком покрету као студент у Југославији и Бечу, где је његова жена Кристина такође била активна. Члан КПЈ од 1920. године.
У Бечу је био члан југословенског „Клуба студената марксиста“. Од 1924. године је био уредник угледног међународног листа »Балканска федерација«, који је излазио на француском у Бечу. Заједно са Мустафом Голубићем, 1925. године је учествовао у покретању партијског листа „Срп и чекић“, у чијој се редакцији налазио дуже времена. Овај лист су растурали илегалним путем у Југославију, највише Дунавом преко радника на бродовима.
Након што је докторирао у Бечу вратио се у Београд, где је ухапшен 1927. године. Фебруара 1928. је ослобођен, након чега је са женом напустио земљу. Након боравка у Бечу отишли су у Москву, где су се придружили југословенској делегацији Коминтерне. Емигрирао је у СССР 1932. године. До 1937. године радио је у апарату Црвене синдикалне интернационале.
Од 1937. године је прешао у Париз, где ради у апарату ЦК КПЈ. Под псеудонимом Обар је постао члан Централног комитета КПЈ у Паризу. По избијању Шпанског грађанског рата, у Паризу је одмах формиран Међународни комитет за помоћ Шпанији, у коме је радио Лабуд Кусовац, и Југословенски национални комитет који је постао главни пункт за прихват и упућивање југословенских добровољаца у Шпанију.
Након ликвидације генералног секретара Милана Горкића 1937. године, двојица париских вођа КПЈ, Далматинац Иво Марић и Црногорац Лабуд Кусовац, настојали су да се позиционирају као његови наследници. Марић и Кусовац су били све до 1938. у Паризу. Док је Кусовац био секретар Шпанског комитета, дотле је Марић радио у емиграцијским организацијама.
Јула 1938. године Јосип Броз Тито је у писму шефу Коминтерне Георги Димитрову изјавио да је искључио своје супарнике Лабуда Кусовца и Иву Марића из КПЈ. Истог месеца, париска полиција је отказала гостопримство др Лабуду Кусовцу, Ивану Марићу и њиховим супругама, затим Живојину Павловићу и још неколицини њихових блиских сарадника.
Године 1939. Тито га је, заједно са Марићем и другим вођама КПЈ, искључио из Партије током Велике чистке. Образложење је гласило: „Разорно антипартијско дјеловање, групашење, уношење забуне у редове Партије, ширење лажних гласина и везе са троцкистичким и другим сумњивим елементима, итд." Његова жена Кристина Кусовац је тада била избачена из КПЈ заједно са њим.
Лабуд Кусовац је после рата враћен у КПЈ, али је 1948. године заједно са женом ухапшен и послат на затвор Голи оток. Осуђен је на две године, али је у логору провео шест година. Остао је међу последњим затвореницима на Голом отоку. Пуштен је тек 5. августа 1954. године.
Након изласка из затвора, био је повезан са Владом Дапчевићем и другим голооточанима. Живео је повучено до своје смрти 1967. године. Сахрањен је на Новом гробљу у Београду.